# Monoharpur
Monoharpur è una suddivisione dell'India, classificata come census town, di 20.825 abitanti, situata nel distretto di Hooghly, nello stato federato del Bengala Occidentale. In base al numero di abitanti la città rientra nella classe III (da 20.000 a 49.999 persone).

## Geografia fisica
La città è situata a 22° 6' 30 N e 88° 4' 44 E e ha un'altitudine di 3 m s.l.m..

## Società

### Evoluzione demografica
Al censimento del 2001 la popolazione di Monoharpur assommava a 20.825 persone, delle quali 11.039 maschi e 9.786 femmine. I bambini di età inferiore o uguale ai sei anni assommavano a 2.300, dei quali 1.147 maschi e 1.153 femmine. Infine, coloro che erano in grado di saper almeno leggere e scrivere erano 15.013, dei quali 8.290 maschi e 6.723 femmine.